# Un cabot cabotin
Pour plus de détails, voir Fiche technique et Distribution.
Un cabot cabotin  (titre original : A Ham in a Role) est un court métrage d'animation américain de la série Looney Tunes mettant en scène  les Goofy Gophers, réalisé par Robert McKimson et Arthur Davis, sorti en 1949.

## Fiche technique
- Titre : Un cabot cabotin
- Réalisation : Robert McKimson, Arthur Davis
- Scénario : Sid Marcus
- Montage : Treg Brown
- Musique : Carl W. Stalling
- Directeur de production : John W. Burton
- Producteur : Edward Selzer
- Sociétés de production : Warner Bros. Cartoons
- Pays d'origine :  États-Unis
- Format : Couleur (Technicolor) — 35 mm — 1,37:1 — Son : Mono
- Genre : Film d'animation, Comédie
- Durée : 7 minutes
- Dates de sortie :
  -  États-Unis :  31 décembre 1949

## Distribution
- Mel Blanc : Mac / le chien / le directeur (voix)
- Dave Barry : bruits de gargouillis de chien (voix)
- Stan Freberg : Tosh